# مانداتوریچیو
مانداتوریچیو (به ایتالیایی: Mandatoriccio) یک کومونه در ایتالیا است که در استان کزنتزا واقع شده‌است.

## خصوصیات
مانداتوریچیو ۳۶ کیلومترمربع مساحت و ۳٬۰۴۷ نفر جمعیت دارد.